# Achtrup
Achtrup (en danés: Agtrup; en frisón septentrional: Åktoorp) es un municipio situado en el distrito de Frisia Septentrional, en el estado federado de Schleswig-Holstein (Alemania), con una población a finales de 2016 de unos 1475 habitantes.
Se encuentra ubicado al noroeste del estado, cerca de la costa del mar del Norte y de la frontera con Dinamarca.

## Geografía
El municipio se encuentra en la zona natural del Lecker Geest.
Achtrup cuenta con 14 pedanías: Büllsbüll (en danés: Bølsbøl), Lütjenhorn (Lillehorn), Estación de Achtrup, Achtrupfeld (Agtrupmark), Braunberg (Brunbjerg), Lütjenhornermoor, Lütjenhornerfeld, Tettwang (Tætvang), Kalleshave, Mühlenwadt (Møllevad), Nordacker (Norager), Schruplund (Skruplund), Seewang (Søvang) y Seewangacker (Søvangager)

## Historia
Es probable que el nombre Achtrup tenga su origen en el nombre "Aggi" o "Akki" y el sufijo -trup. Por lo tanto, el nombre del municipio significa "Pueblo de Aggi". Hay enlaces históricos con Flensburgo. En la orilla oriental del Fiordo de Flensburgo, existía un pueblo que también tenía el nombre Achtrup. En el siglo XIII, cuando fueron creados nuevos áreas poblados en la región, el pueblo fue abandonado. El Achtrup actual fue mencionado por primera vez cómo Aktorp el 31 de marzo de 1398.

## Economía
La zona del municipio se caracteriza predominantemente por la agricultura. 